# Metallochlora albicinctaria
Metallochlora albicinctaria là một loài bướm đêm trong họ Geometridae.